# Syn Mongolska
Syn Mongolska (rusky Сын Монголии Syn Mongolii, mongolsky Монгол хүү, Mongol chüü) je sovětský film vyrobený v roce 1936, režírovaný Iljou Traubergem a Rafailem Suslovičem. Produkován byl studiem Lenfilm, většinu štábu tvořili sovětští filmaři (včetně scénáře podepsaného Lapinem, Chacervinem a Slavinem), nicméně celý byl natočen v Mongolsku a titulní role obsadili mongolští herci, proto je také poněkud sporně označován jako první mongolský film.
Žánrově je film označovaný za politickou pohádku, kombinuje prvky komedie, fantastiky i romantického filmu. Scenáristé si vypůjčili motiv folklórní motiv, kde je prostý hlavní hrdina obelhán a vyslán na nesplnitelný úkol, který však překvapivě splní a dobro zvítězí. Prostý nomádský pastevec Cevén (Čimedín Cevén) je zamilován do krasavice Dulmy (Dašdzevegín Ičinchorló), o kterou se však uchází ještě dva sokové. Cevén je trikem zlého soka Bujandalaje přesvědčen, že životní štěstí získá cestou do daleké země pro „zlatá jablka“. Tak se dostane Cevén ze šťastného porevolučního Mongolska do Vnitřního Mongolska, ovládaného podle starého způsobu feudálními nojony s vlivem militantních Japonců. Cevén se tam dozví o připravované invazi, je však zajat a málem popraven. Po útěku dokáže varovat Mongolsko, porazit šampiona zápasu a získat zájem Dulmy. Film končí patriotickým Cevénovým proslovem oslavujícím svobodu, vyjadřujícím touhu po setření rozdílu mezi bohatými a chudými.
Film je průkopnický tím, že byl promítán se zvukem (jako první film natočený v Mongolsku), právě díky původní zvukové stopě (v mongolština, původní ruský dabing se nedochvoal) je film důležitý.
Ve své době dosáhl jistého mezinárodního uznání. National Board of Review film zařadila do Top 10 nejlepších zahraničních filmů za rok 1936. Film po roce 1941 však byl zakázán a znovu uveden byl až po roce 1990.